# Anne-Marie Vernet
Anne-Marie Vernet est une athlète française, née le 15 décembre 1967 à Saumur, adepte de la course d'ultrafond, championne de France des 24 heures en 2016, championne d'Europe des 24 heures en 2013 et championne du monde des 24 heures en 2008.

## Biographie
Anne-Marie Vernet remporte le 100 km de Millau en 2007. À Séoul le 18 octobre 2008, en couvrant 239,685 km en deux tours d'horloge, elle devient championne du monde des 24 heures et décroche le record de France. En 2013, elle gagne le championnat d'Europe des 24 heures à Stenbergen. Anne-marie Vernet remporte plusieurs fois les championnats d'Europe et du monde des 24 heures par équipes de 2008 à 2013. En 2010, elle est élevée au rang de Chevalier de la Légion d’Honneur. Anne-marie Vernet devient pour la première fois championne de France des 24 heures à l'âge de 48 ans en 2016,.

## Records personnels
Statistiques d'Anne-Marie Vernet d'après la Fédération française d'athlétisme (FFA) et la Deutsche Ultramarathon-Vereinigung (DUV) :
- 10 km route : 41 min 48 s en 2006
- 15 km route : 1 h 6 min 56 s en 2007
- Semi-marathon : 1 h 32 min 26 s en 2007
- Marathon : 3 h 13 min 45 s au marathon de Clermont-Ferrand en 2009[9]
- 50 km route : 4 h 9 min 31 s aux 50 km des étangs de Sologne en 2010
- 100 km route : 8 h 36 min 37 s aux 100 km de la Somme en 2013
- 6 heures route : 69,906 km aux 6 h de Saint-Fons en 2014
- 12 heures route : 124,945 km aux championnats d'Europe IAU des 24 h d'Albi en 2016 (12 h split)
- 24 heures route : 239,685 km aux championnats du monde IAU des 24 h de Séoul en 2008